# DOS-WK
Korfbalvereniging DOS-WK  is een Nederlandse korfbalvereniging uit Enschede. De club is opgericht op 13 oktober 1910, wat de oprichtingsdatum van korfbalvereniging DOS is. In 1988 fuseerde DOS met de in 1968 opgerichte K.V. Wesselerbrink tot DOS-WK.
In het 2005/06 speelde DOS-WK in de Korfbal League, en wist zich te handhaven voor het seizoen 2006/07. Echter moest het daarna degraderen naar de Hoofdklasse in het seizoen 2007/08. Waarbij toen weer gedegradeerd werd naar de Overgangsklasse voor het seizoen 2008/09. 
In de Overgangsklasse werd DOS-WK 7e van de 8, en speelde in 2009/10 zelfs al in de 1e Klasse. Het wist zich toen te handhaven. Echter in 2010/11 werd het in diezelfde klasse laatste en degradeerde naar de 2e Klasse. In het seizoen 2012/13 degradeerde het opnieuw, dit keer naar de 3e Klasse. In het aankomende zaalseizoen speelt DOS-WK in de 2e Klasse.